# Opel Signum
La Signum è un'autovettura di fascia medio-alta prodotta dal 2003 al 2008 dalla casa automobilistica tedesca Opel. Questa vettura ha condiviso, per via dello storico accordo FIAT-GM, motori e pianale con la nuova Fiat Croma.

## Storia e profilo
Alla fine del 2002, la situazione della Casa di Rüsselsheim non era delle più rosee, specialmente tenendo conto che i modelli stavano cominciando a perdere colpi nelle vendite a causa di una concorrenza sempre più spietata. Da una parte stentavano i best seller, ossia la Corsa e l'Astra, per le quali però erano iniziati i progetti per i nuovi modelli. Dall'altra parte stentava anche la Vectra C, che registrava un successo commerciale insoddisfacente per i vertici Opel, specie considerando che era stata lanciata da poco. Si decise quindi che per l'anno successivo sarebbe stata lanciata anche una nuova variante della Vectra con carrozzeria di tipo inedito, a due volumi ma con passo allungato, a beneficio dell'abitabilità posteriore, per porsi praticamente a metà strada tra una berlina di segmento D (come la Vectra C) ed una di segmento E. Per questo motivo la Signum è visibile, almeno in parte, come erede della Opel Omega, vettura di segmento E uscita di listino nel 2004 senza aver mai avuto un'erede diretta.
Questo nuovo modello venne svelato al Salone dell'automobile di Ginevra del 2003: pur derivando dalla Vectra, non fu presentata come una variante della gamma Vectra, ma con un suo nome specifico, ossia Signum.
La Signum è di fatto un'auto particolare, anche se, osservandola nel frontale, viene tradita la stretta parentela con la Vectra C, poiché la parte anteriore è praticamente la stessa.

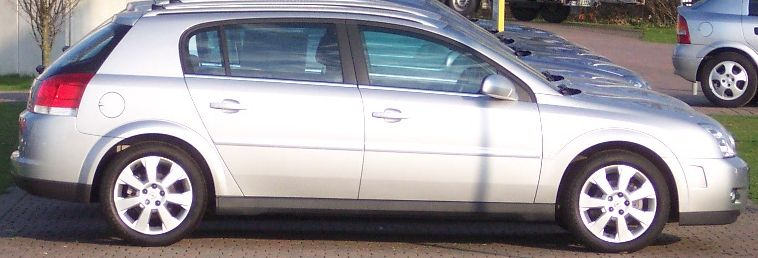
Il particolare profilo di una Signum

Vista di profilo, la Signum rivela la sua particolarità: in effetti sembra di vedere una vettura di segmento C con passo notevolmente allungato (nonostante fosse a due volumi, la Signum aveva un passo di ben 13 cm più lungo di quello della Vectra C, che era a tre volumi).
Dal 2003 sull'Opel Signum è stata montata la tecnologia Adaptive forward lighting per modificare la direzione dei fari.
La vettura è stata subito proposta in cinque varianti di motori, due a benzina (1.8 e 2 litri turbo) e tre a gasolio (2 e 2.2 litri ad iniezione diretta e 3 litri V6 common rail). In alcuni altri mercati erano previste al debutto anche due ulteriori versioni a benzina, vale a dire un 2.2 litri a 4 cilindri ed un 3.2 V6.
Il punto di forza di una vettura come la Signum sta nelle sue doti di comfort, abitabilità interna e di affidabilità meccanica: il suo habitat naturale sono le autostrade, ma anche le grandi arterie extraurbane. È un'auto nata quindi per i grandi viaggi. Anche sul fronte sicurezza la Signum è assai dotata e può contare su ABS, ESP e 6 airbag (4 anteriori e 2 posteriori).
Nel 2004 è stato introdotto il 1.9 turbodiesel common rail di origine FIAT, proposto in due varianti di potenza massima (120 e 150 CV).

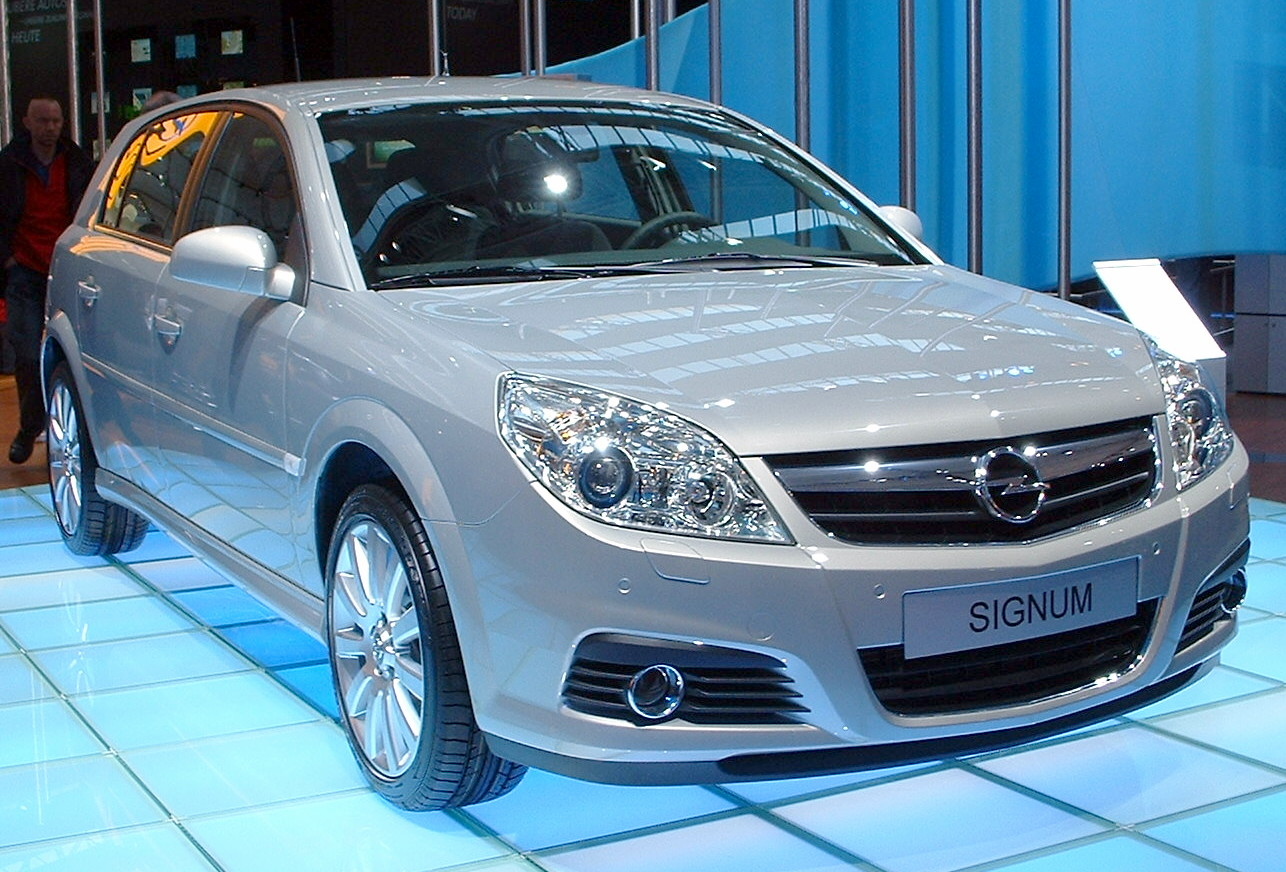
Una Signum post-restyling

Nel settembre del 2005 la Signum è stata sottoposta ad un restyling visibile nel frontale, dove gli originari fari quadrangolari sono stati sostituiti da fari dal profilo a goccia, restyling analogo a quello attuato nello stesso periodo nella Vectra C. La gamma non ha subito mutamenti, se si esclude l'introduzione del filtro antiparticolato nelle versioni common rail. Nello stesso anno il 3.2 V6, nei mercati dove previsto, viene sostituito da un 2.8 V6 sovralimentato. In diversi mercati, tranne quello italiano, sempre nel 2005 è stata tolta di produzione la versione 2.0 DTI, rimpiazzata da una versione depotenziata del 1.9 CDTI. Tale versione è stata tolta di produzione anche in Italia, ma solo nel 2006, e senza essere sostituita da altre versioni.
Nonostante i buoni contenuti da onesta auto di famiglia, la Signum, probabilmente per via della sua impostazione atipica e del suo design particolare, ha faticato parecchio a trovare i consensi del pubblico. Il 2006 ed il 2007 sono stati gli anni più neri per la vettura: nel dicembre del 2008 la Signum è stata tolta di produzione.
La Signum, come la Vectra, è stata sostituita dalla Opel Insignia, più grande e spaziosa di entrambe ed in grado di coprire sia il segmento D che, in parte, il segmento E.
La meccanica della Signum viene condivisa per intero anche dalla Vectra. L'unica differenza tecnica con quest'ultima è costituita dal pianale a passo allungato. Da notare che nel Regno Unito la Signum è venduta con il marchio Vauxhall.
Per quanto riguarda altre caratteristiche tecniche degne di nota, vale la pena ricordare che la Signum monta il cambio manuale a 6 marce su molte versioni, e precisamente la 2.0 Turbo a benzina, la 2.8 V6 Turbo, le versioni 1.9 CDTI da 120 e 150 CV ed il 3 litri CDTI. Le restanti versioni montano un più classico 5 marce.

## Motorizzazioni
| Modello           | Anni di produzione | Cilindrata cm³ | Potenza                  | Coppia           | 0–100 km/h(s) | Velocità max (km/h) |
| 1.8 16v           | 2003-09            | 1796           | 90 kW (122 CV)/6000 rpm  | 167 N·m/3800RPM  | 12"2          | 197                 |
| 2.0 16v Turbo     | 2003-09            | 1998           | 129 kW (175 CV)/5500 rpm | 265 N·m/2500RPM  | 9"4           | 220                 |
| 2.2 16v           | 2003-08            | 2198           | 114 kW (155 CV)/5600 rpm | 220 N·m/3800RPM  | 9"8           | 211                 |
| 2.8 V6 Turbo 24v  | 2005-08            | 2792           | 188 kW (255 CV)/5500 rpm | 350 N·m          | 7"3           | 250                 |
| 3.2 V6 24v        | 2003-05            | 3175           | 155 kW (211 CV)/6200 rpm | 300 N·m/4000 rpm | 7"9           | 237                 |
| 1.9 CDTI (101 CV) | 2005-09            | 1910           | 74 kW (101 CV)/4000 rpm  | 259 N·m/1750 rpm | 12"9          | 180                 |
| 1.9 CDTI (120 CV) | 2004-09            | 1910           | 88 kW (120 CV)/4000 rpm  | 240 N·m/2000 rpm | 12"2          | 191                 |
| 1.9 CDTI 16V      | 2004-09            | 1910           | 110 kW (150 CV)/4000 rpm | 315 N·m/2000 rpm | 10"5          | 209                 |
| 2.0 DTI           | 2003-06            | 1995           | 74 kW (101 CV)/3100 rpm  | 231 N·m/1500 rpm | 14"           | 185                 |
| 2.2 DTI           | 2003-05            | 2171           | 92 kW (125 CV)/3250 rpm  | 280 N·m/1500 rpm | 11"2          | 201                 |
| 3.0 CDTI V6       | 2003-09            | 2958           | 130 kW (177 CV)/4000 rpm | 370 N·m/1900 rpm | 9"4           | 221                 |